# Temporizador de ampliadora

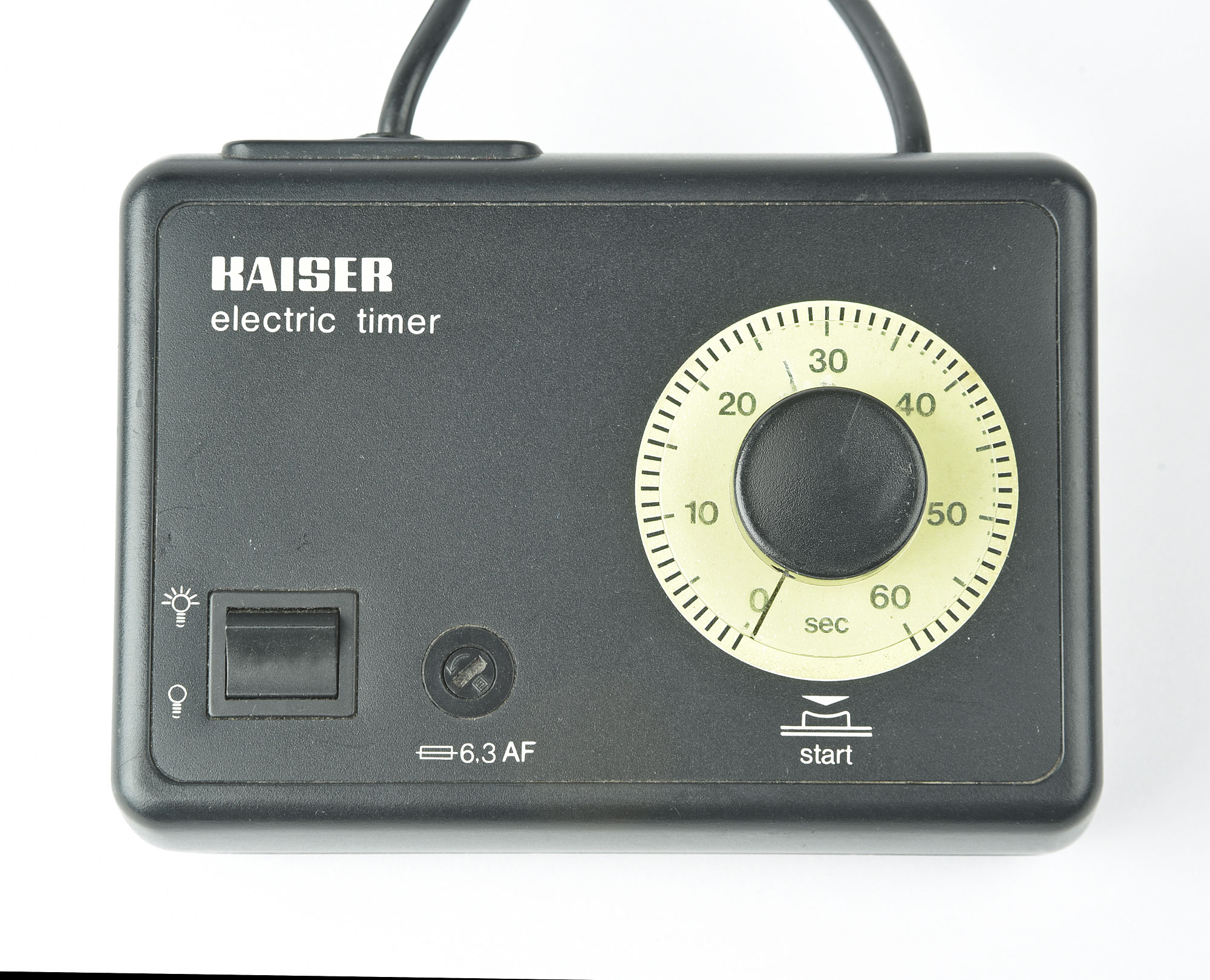
Timer-Analizador electrónico

Un temporizador de ampliadora, temporizador de laboratorio fotográfico o temporizador de cámara oscura es un dispositivo que se utiliza en fotografía para el cronometraje de los procesos de ampliación de negativos sobre papel o para realizarlos a cualquier escala. Es un dispositivo al que se conecta la ampliadora de laboratorio fotográfico para conseguir que la duración de las exposiciones de fotografías sobre papel sensible se puedan realizar con precisión.
Inicialmente eran relojes convencionales y más tarde fueron sustituidos por equipos íntegramente electrónicos . Cuando ha transcurrido el tiempo seleccionado, simplemente se desconecta la ampliadora o se hace sonar una alarma para que la desconecte el fotógrafo

## Funcionamiento
Después de especificar un período de tiempo, la fuente de alimentación de la ampliadora se activa durante el tiempo deseado con solo presionar un botón, realizando así un proceso de exposición exacto y reproducible. El intervalo de tiempo seleccionable suele ser de 1/10 de segundo a uno o más minutos. La mayoría de los temporizadores de exposición también tienen un interruptor de luz continua, que es especialmente útil para encuadrar y enfocar. Dependiendo de la versión, el ciclo de trabajo deseado se establece por medio de un dial mecánico con escala o un arreglo de botón junto con una pantalla numérica. Las variantes más convenientes permiten la preselección de varios tiempos, que se pueden llamar específicamente con solo tocar un botón.

## Mecánico

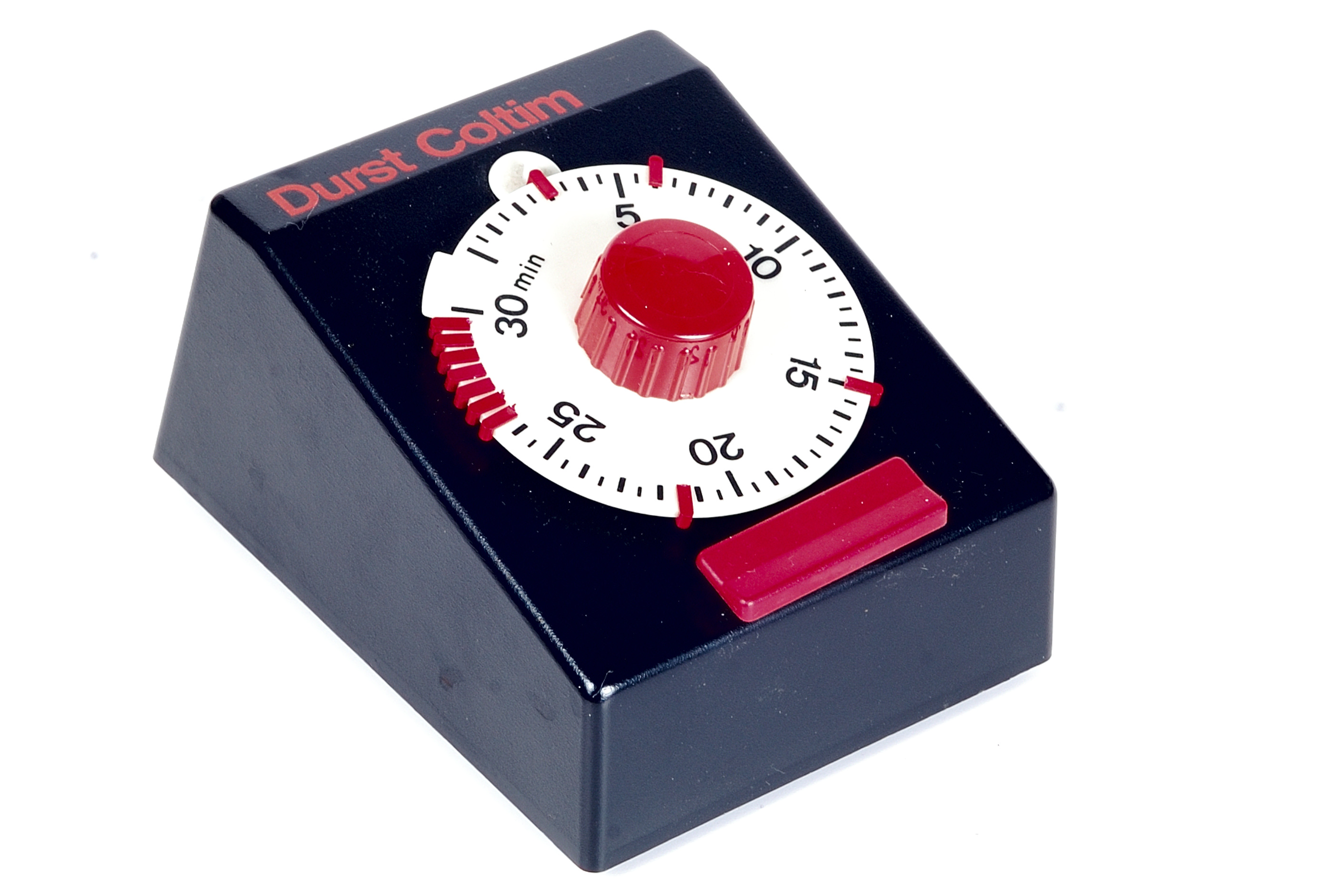
Durst digitimer

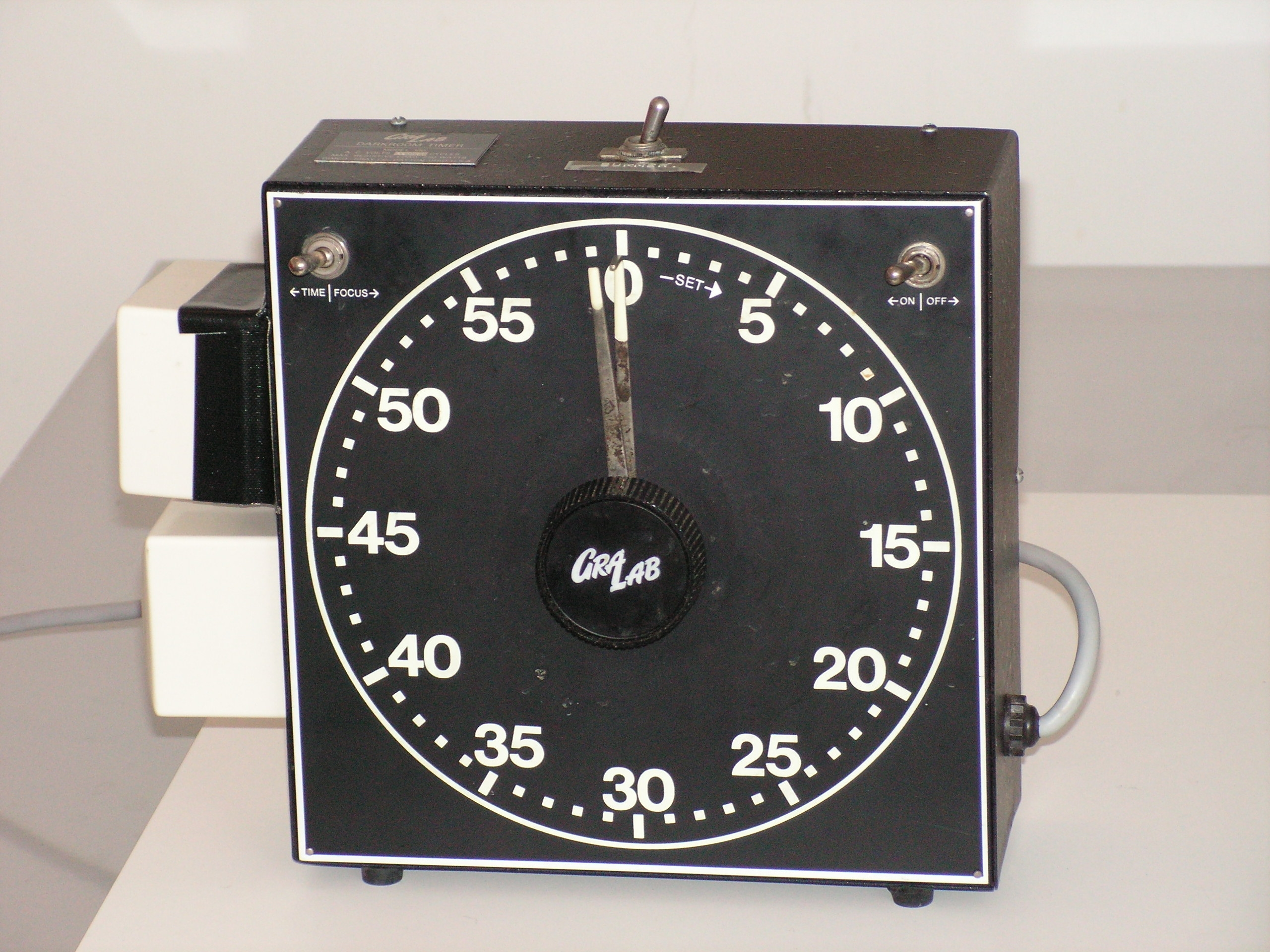
Gra-Lab timer electromecànico

Reloj de uso mecánico para medir el tiempo. Los temporizadores manuales suelen configurarse girando un dial en el intervalo de tiempo deseado, girando el dial almacena energía en un resorte principal para hacer funcionar el mecanismo. Funcionan de forma similar a un despertador mecánico, la energía del resorte principal hace que un volante de equilibrio gire hacia delante y hacia atrás. Cada giro de la rueda libera el tren de engranajes para avanzar una pequeña cantidad fija, haciendo que el dial se mueva constantemente hacia atrás hasta llegar a cero entonces un brazo de palanca golpea una campana  o se desconnecta la ampliadora. El temporizador mecánico de ampliadora se inventó en los años 20 con un estabilizador que gira contra la resistencia del aire .

## Electromecánico
Los temporizadores electromecánicos  de corto período para ampliadora utilizan un mecanismo movido por un motor síncrono de corriente alterna sin ningún tipo de circuito electrónico. Cuando ha transcurrido el tiempo seleccionado, se desconecta la ampliadora mediante el relé que la ha mantenido encendida.
La corriente eléctrica alimenta el motor síncrono, que siendo solidario de unos engranajes desmultiplicadores hace girar la manecilla de los segundos una vuelta cada minuto y, simultáneamente, la manecilla de los minutos una vuelta cada hora, consiguiendo de esta manera temporizaciones de hasta 60 minutos con una precisión de un segundo.

## Electrónico

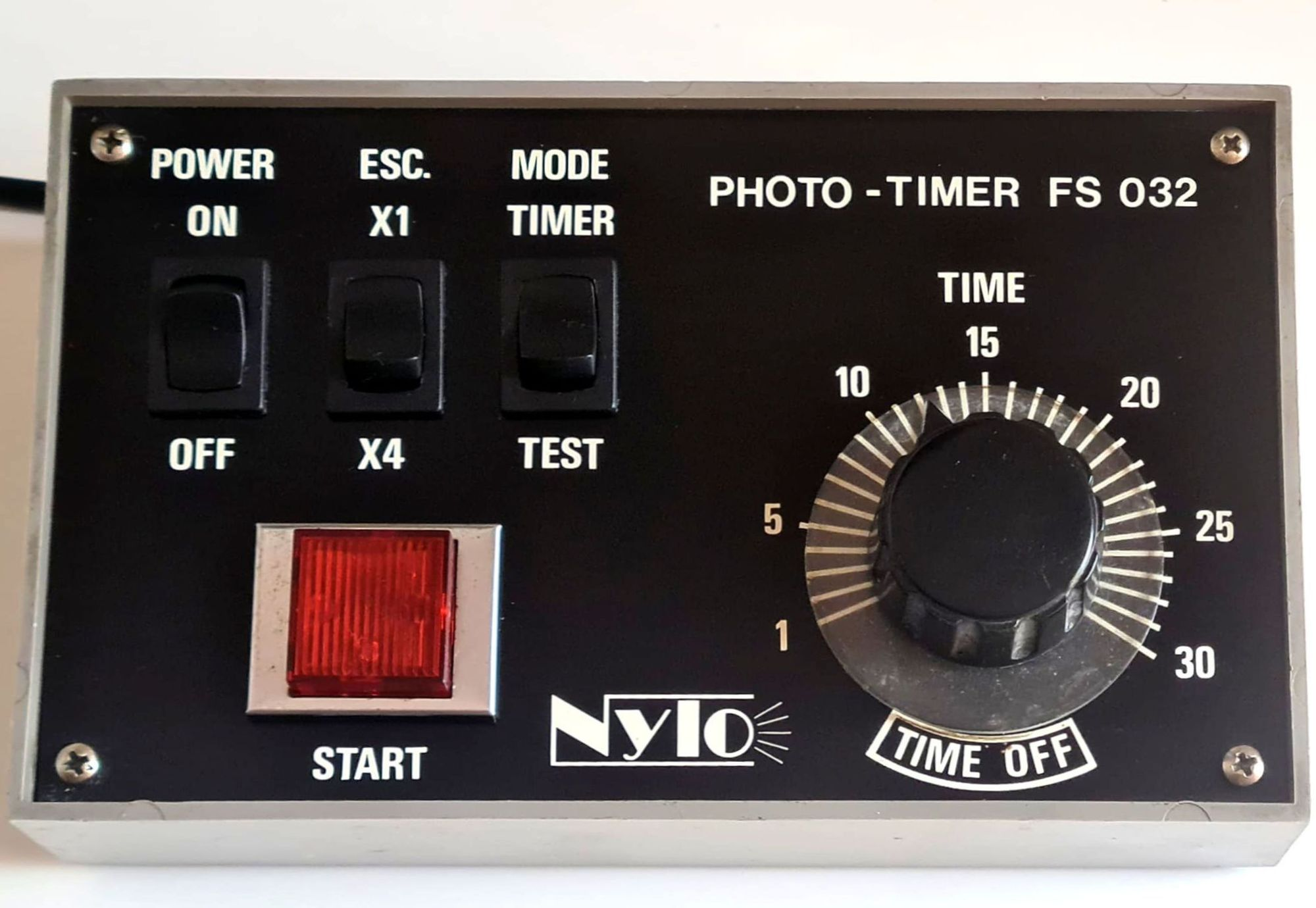
Temporizador electrónico

Temporizadores electrónicos son esencialmente relojes de cuarzo con electrónica especial y pueden conseguir una precisión más alta que los temporizadores mecánicos. Los temporizadores electrónicos tienen electrónica digital, pero pueden tener una pantalla analógica o digital. 
Los circuitos integrados han hecho que la lógica digital sea tan barata que ahora un temporizador electrónico es menos caro que muchos temporizadores mecánicos y electromecánicos. Los temporizadores individuales se implementan como un sistema informático simple de un solo chip, similar a un reloj y normalmente utilizando la misma tecnología, producida en masa.

## Temporizador automático/analizador

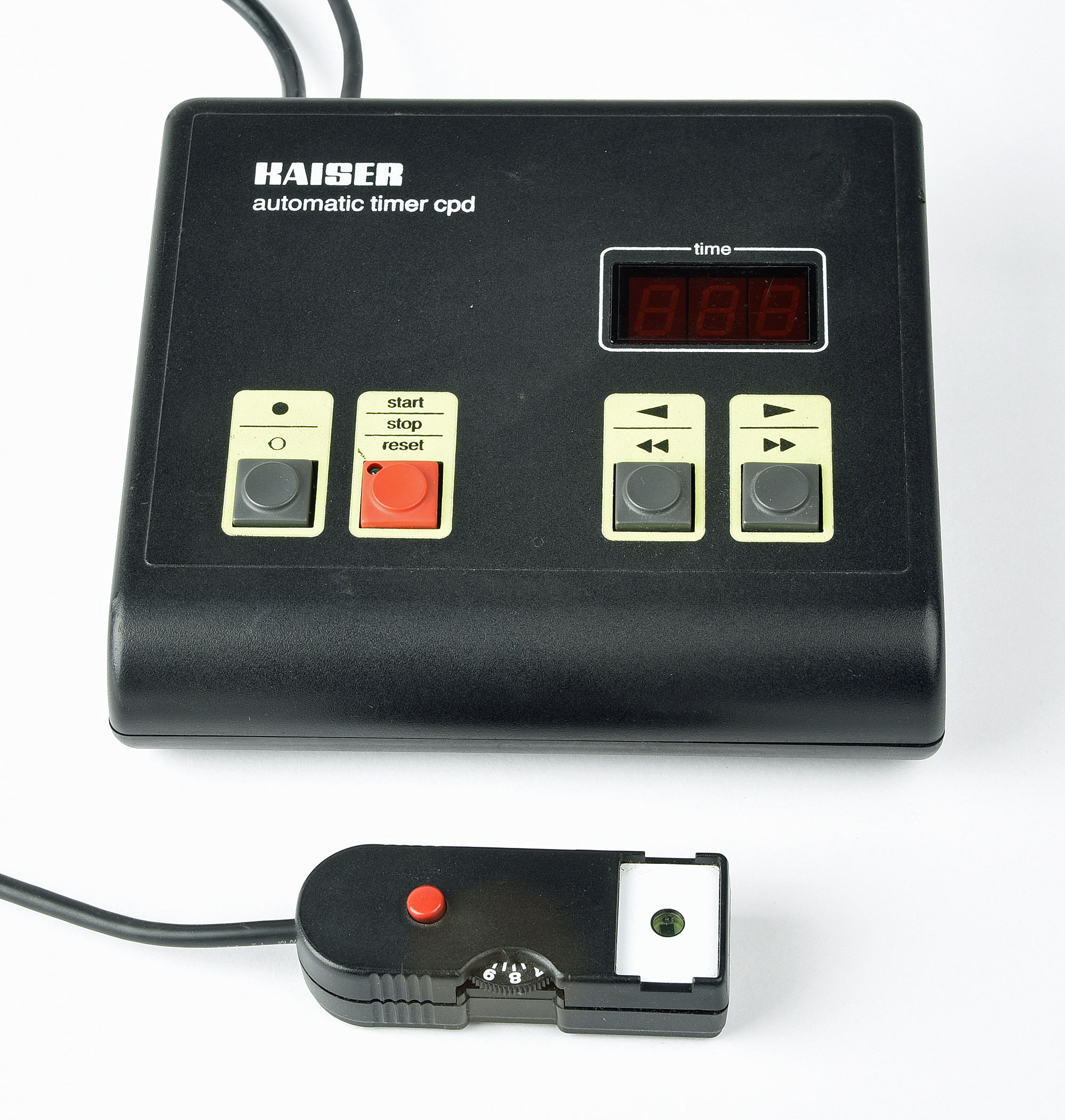
Analizador electrónico

Existe un tipo de temporizador automático fabricado por Kaiser, Philips, y otros que mediante un sensor fotoeléctrico (como el de la foto o montado dentro del marco sujeta-fotos) regula el tiempo de exposición según la luz proyectada por la ampliadora, a través del negativo, sobre el papel sensible, magnitud inversamente proporcional a la oscuridad del negativo y a su distancia al papel.

Temporizador de ampliadora automático "Interruptor y exposímetro para B/N y negativos de color y diapositivas. Medida selectiva o integral de la exposición mediante un cabezal de medida independiente con un sensor óptico de silicio y una lente convergente. Tres dígitos, pantalla digital de color ámbar .botón de inicio pantalla de preparación paso del tiempo en el ciclo del tiempo con cuidado hacia atrás hasta cero Botón de interrupción y reanudación de la cuenta atrás con restablecimiento directo del tiempo, también se puede utilizar como temporizador de exposición manual con fijación del tiempo deseado mediante los botones de subir/bajar.

## Galería

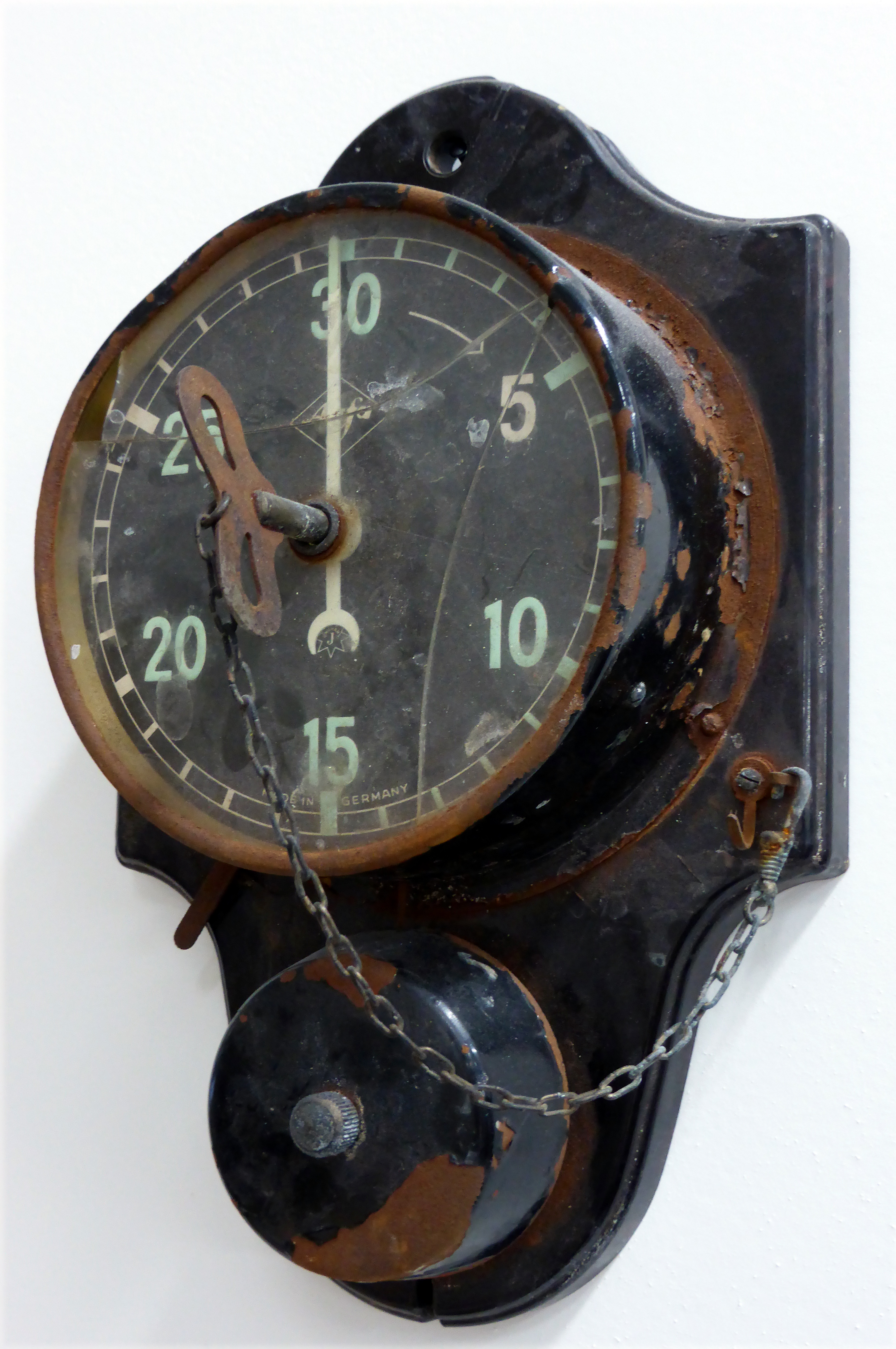
Agfa timer
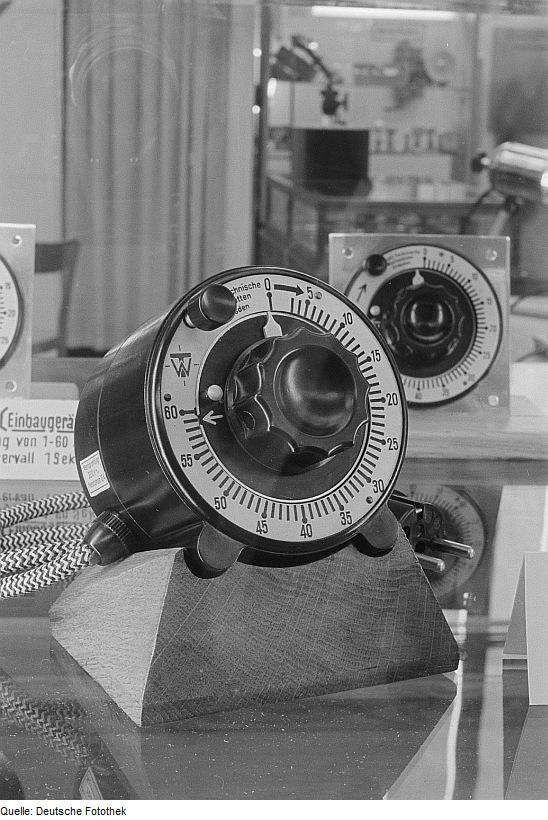
Fotothek Technische Werkstätten
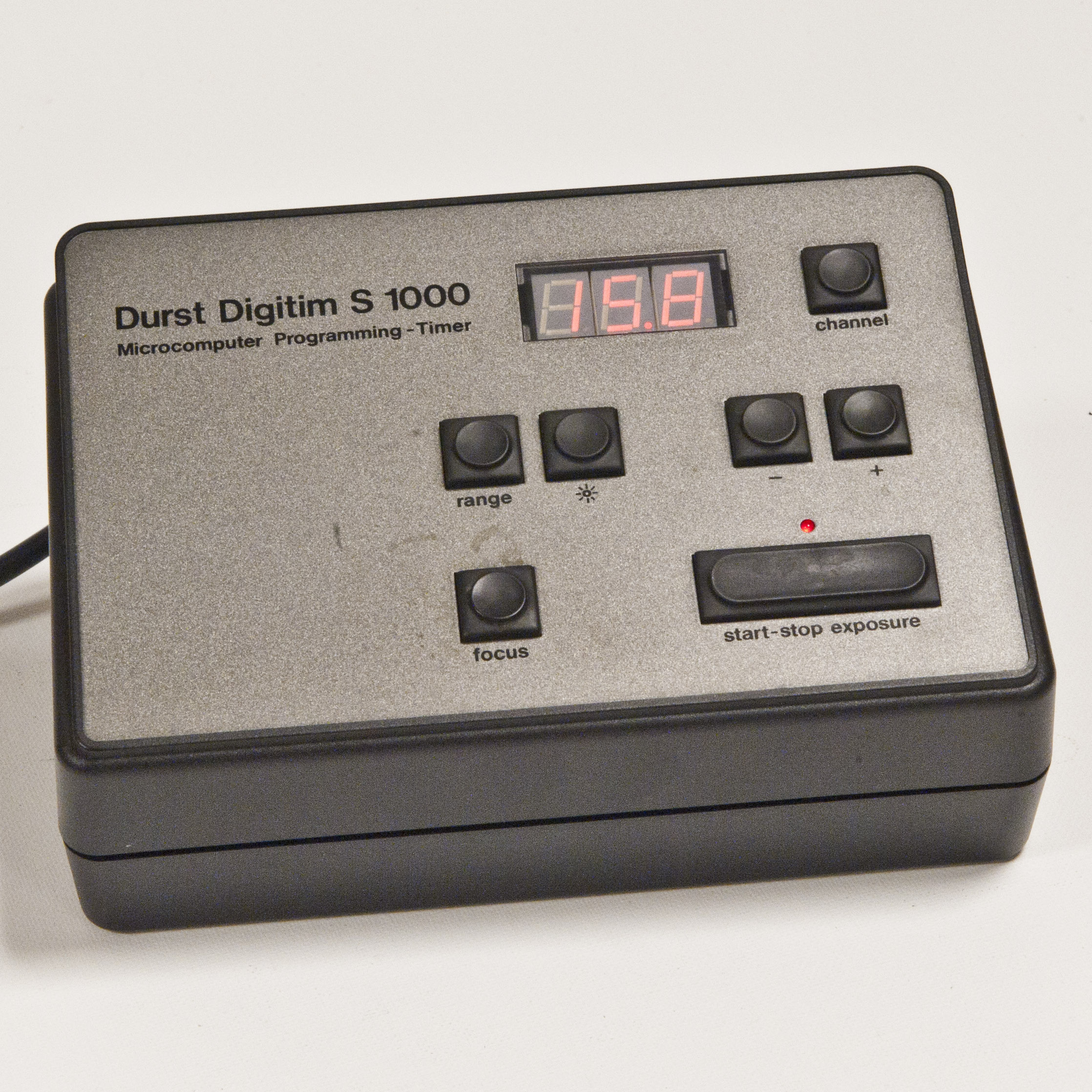
Durst-digitim
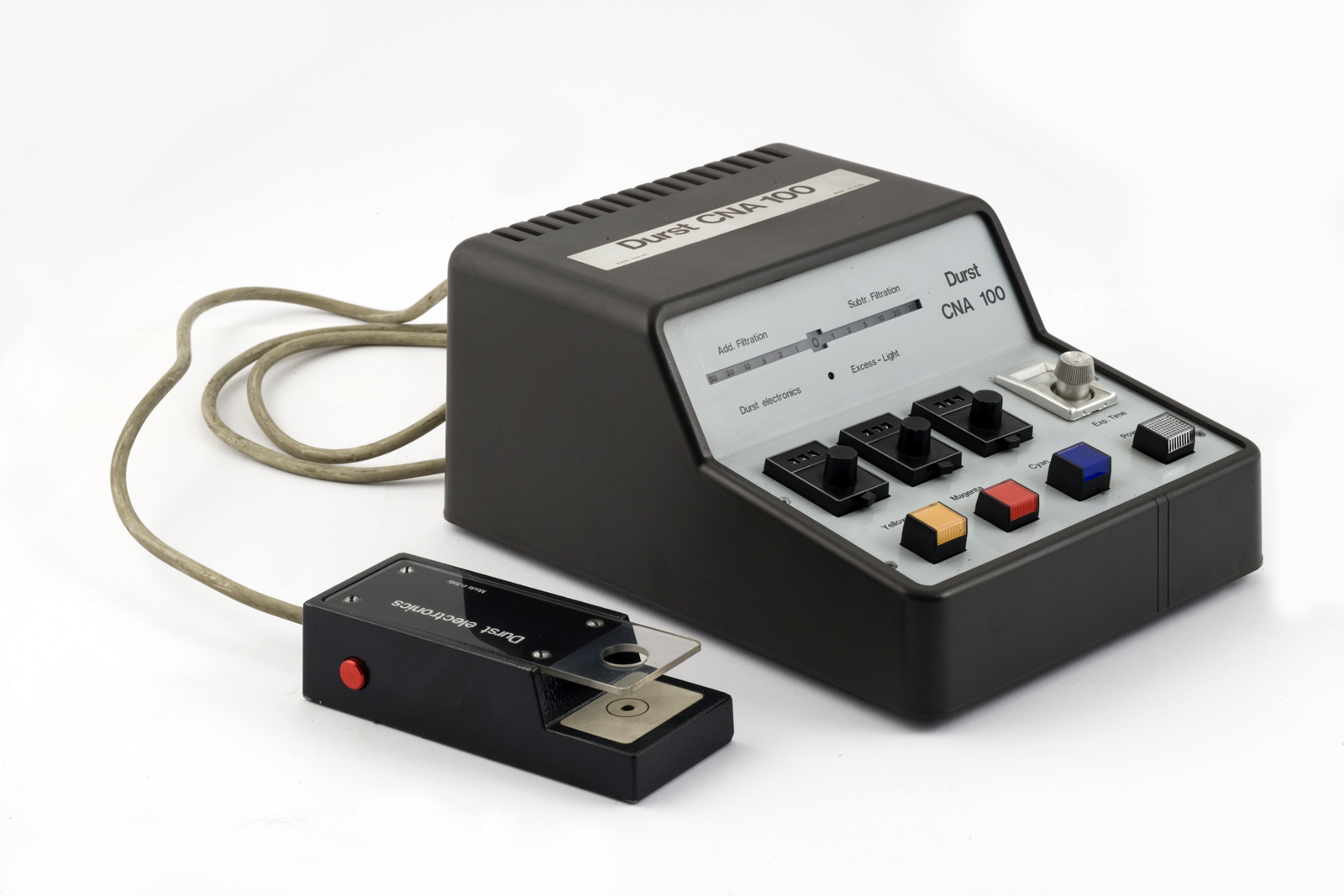
Timer-Analizador electrónico